# شارلوت استوارت
شارلوت استوارت (انگلیسی: Charlotte Stewart؛ زادهٔ ۲۷ فوریهٔ ۱۹۴۱) هنرپیشه سینما و تلویزیون اهل ایالات متحده آمریکا است.
وی بیشتر برای بازی در مجموعه تلویزیونی خانه کوچک در نقش «خانوم بیدل» و نیز برخی فیلم‌های دیوید لینچ از جمله فیلم کالت فراواقع‌گرایانه کله‌پاک‌کن شناخته شده‌است.